# Салар-де-Чалвірі
Салар-де-Чалвірі, також відома як Салар-де-Огалвірі (ісп. Salar de Chalviri) — соляна  рівнина в самому серці національного заповідника Андської фауни «Едуардо Авароа», в провінції Південний Ліпес, департамент Потосі, на південному заході Болівії.

## Географія
Рівнина розташована за координатами: 22°32′ пд. ш. 67°34′ зх. д. / 22.533° пд. ш. 67.567° зх. д., на висоті приблизно 4398 м. Пустеля Сальвадора Далі розташована за 7 км на південний захід від соляної рівнини. Між ними розташована гора Баратера (5484 м).

## Лагуна Салада
Лагуна Салада (ісп. Laguna Salada, 22°32′10″ пд. ш. 67°37′47″ зх. д. / 22.53611° пд. ш. 67.62972° зх. д.) — солоне озеро. Воно є частиною соляної рівнини Салар-де-Чалвірі, розташоване в південно-західній її частині та має довжину 5,6 км та ширину 2,9 км. В західній частині озера розташовані термальні джерела Полкус.

## Галерея
| Термальні джерела Полкус | Лагуна Салада | Салар-де-Чалвір | вікуньї в Салар-де-Чалвірі |